# Langur de Java
Trachypithecus auratus
Espèce
Statut de conservation UICN

 VU A2cd : Vulnérable
Statut CITES
Le Langur de Java ou Semnopithèque noir (Trachypithecus auratus) est une espèce de singe de la famille des Cercopithecidae, originaire de l'île de Java ainsi que de plusieurs îles environnantes en Indonésie.

## Morphologie
Il est le plus souvent d'un noir brillant avec une teinte brunâtre des pattes, des flancs et des "favoris". Les femelles sont plus pâles, avec une tache blanche jaunâtre autour de la zone pubienne. Les jeunes des deux sous-espèces sont de couleur orange.
Comme tous les langurs, cette espèce dispose d'une queue assez longue, mesurant jusqu'à 87 cm alors que le corps ne présente qu'une longueur de l'ordre de 55 cm. Les deux sous-espèces du semnopithèque sont assez semblables en apparence mais sont géographiquement séparées. La sous-espèce nominale Trachypithecus auratus auratus est une sous-espèce rare qui ne perd pas sa coloration juvénile à l'âge adulte, mais la coloration s'assombrit légèrement, avec des reflets jaunes sur les côtés, les membres et près des oreilles et une teinte noire sur le dos. Cependant, les noms communs entelle dorée ou langur doré sont utilisés pour une espèce différente (Trachypithecus geei).

## Comportement

### Alimentation
Il est essentiellement herbivore, se nourrissant de feuilles, de fruits, de fleurs et de boutons de fleurs, mais il mange aussi des larves d'insectes. Comme les autres Colobinés, il a un estomac apte à digérer le matériel végétal de façon plus efficace. Cette espèce a également augmenté la taille de ses glandes salivaires pour l'aider à digérer les aliments.

### Mode de vie
C'est un animal diurne et arboricole. Animal social, il vit en groupes d'environ sept individus, avec un ou deux mâles adultes dans le groupe. Même si elles s'occupent de la progéniture des autres mères de leur propre groupe, les femelles adultes sont agressives envers les femelles d'autres groupes. La couleur plus lumineuse des juvéniles sert à alerter les femelles de leur présence et leur garantit qu'ils seront toujours remarqués et protégés,.

### Reproduction
Cette espèce n'a pas de saison d'accouplement discernable et les femelles s'accouplent toute l'année. Elles ne donnent naissance qu'à un petit à la fois.

## Répartition et habitat

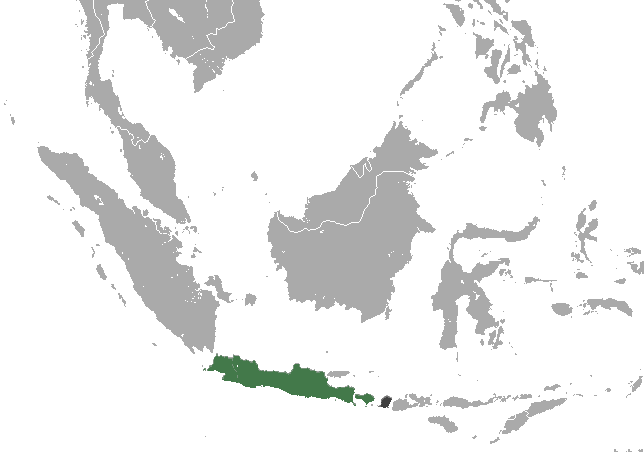
Répartition (en vert) du langur de Java en Asie du Sud Est

Il vit en Indonésie et habite les régions intérieures et périphériques des forêts tropicales humides.

## Liste des sous-espèces
Selon Mammal Species of the World (version 3, 2005)  (28 mars 2011) et NCBI (28 mars 2011):
- sous-espèce Trachypithecus auratus auratus - Langur de Java oriental
- sous-espèce Trachypithecus auratus mauritius - Langur de Java occidental

## Galerie

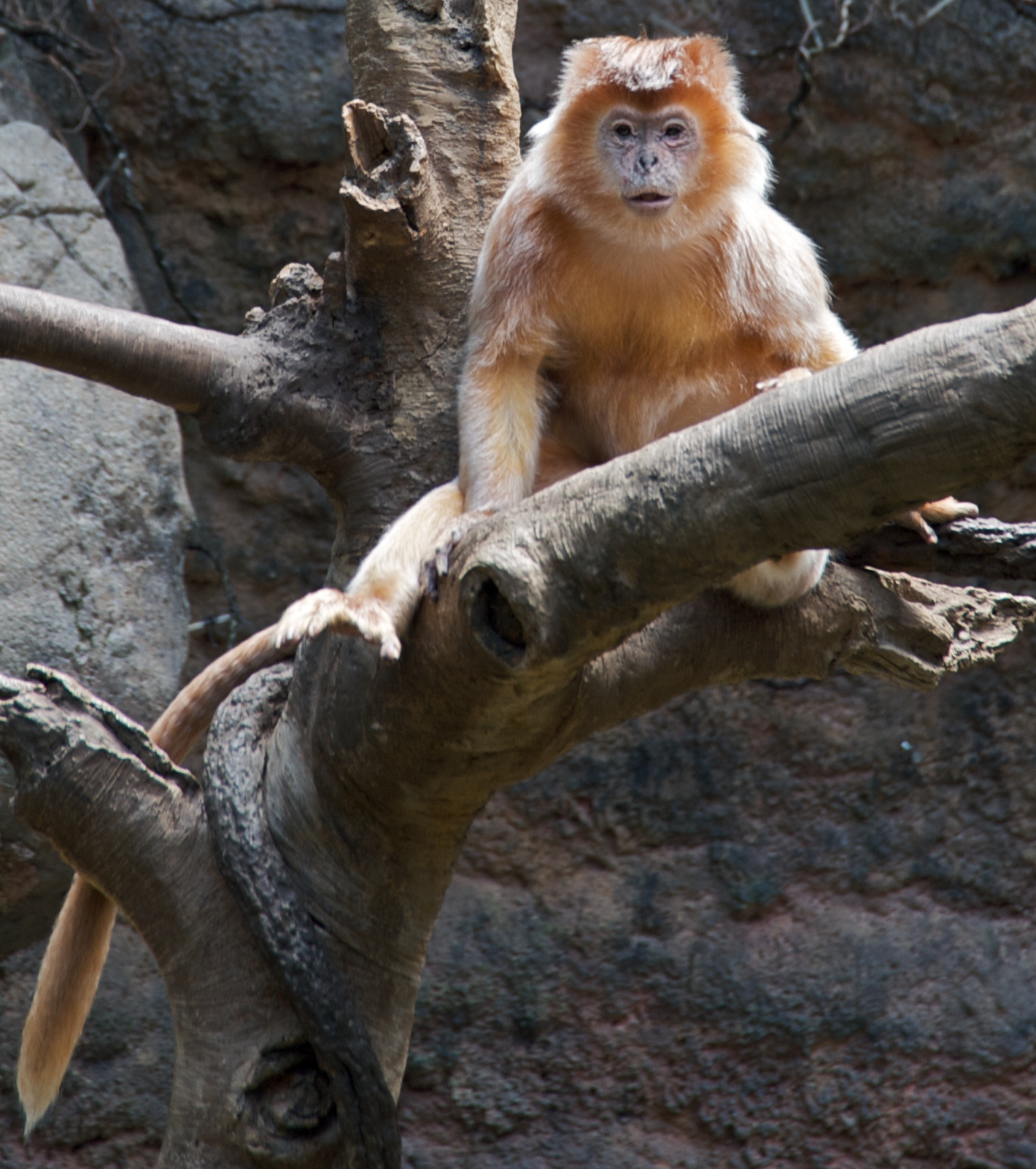
Langur de Java est
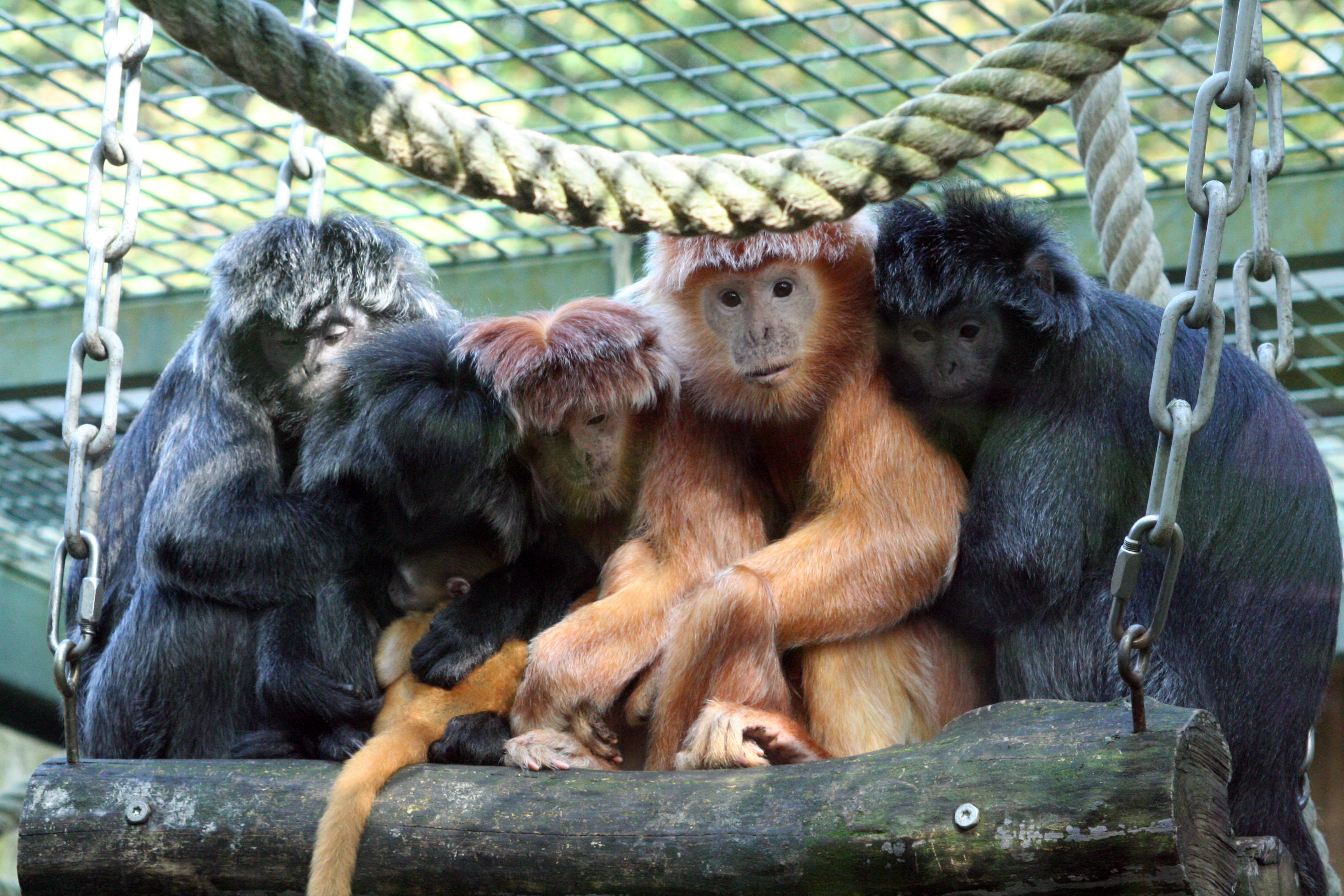
Individus sombres et clairs
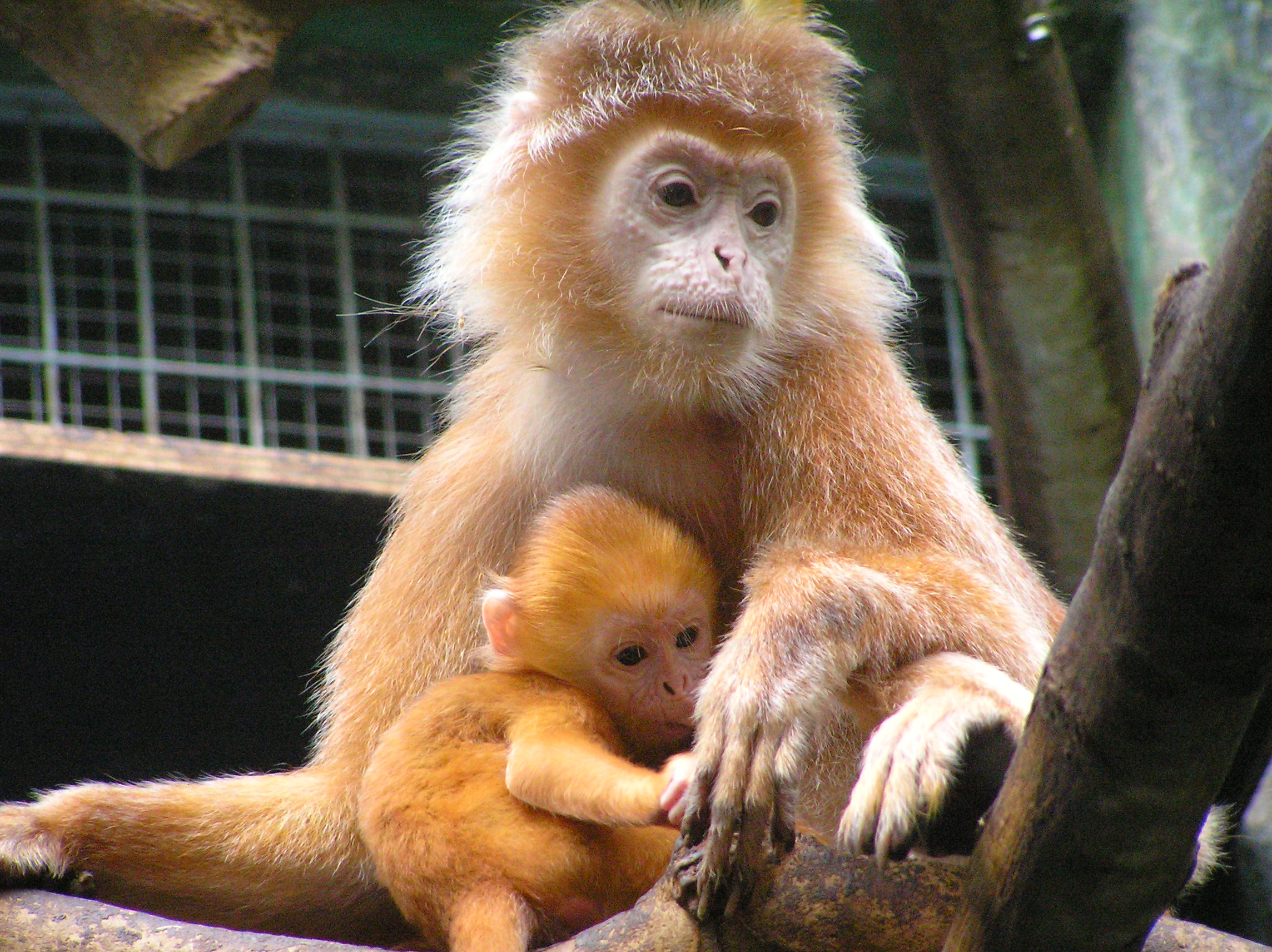
Mère et son petit